# Thaheriya
Thaheriya (tiếng Ả Rập: الظاهرية) là một ngôi làng Syria nằm ở Ariha Nahiyah ở huyện Ariha, Idlib. Theo Cục Thống kê Trung ương Syria (CBS), Thaheriya có dân số 296 người trong cuộc điều tra dân số năm 2004.